# جدل الودنين (حبيش)

تعديل مصدري - تعديل

جدل الودنين هي إحدى قرى عزلة السلق بمديرية حبيش التابعة لمحافظة إب، بلغ تعداد سكانها 359 نسمة حسب تعداد اليمن لعام 2004.